# Vestur-Skaftafellssýsla

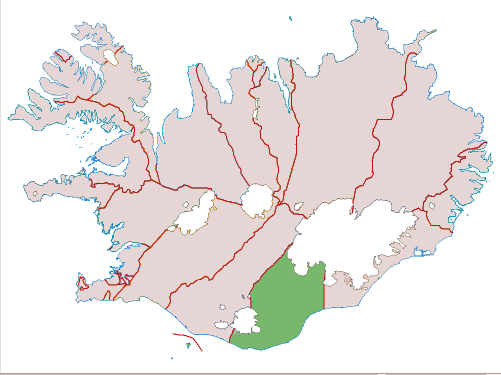
Carte de localisation de Vestur-Skaftafellssýsla.

Vestur-Skaftafellssýsla est un comté islandais, situé dans la région de Suðurland.

## Municipalités
Le comté est situé dans la circonscription Suðurkjördæmi et comprend les municipalités suivantes :
- Mýrdalshreppur
  - (Dyrhólahreppur)
  - (Hvammshreppur)
- Skaftárhreppur
  - (Álftavershreppur)
  - (Leiðvallarhreppur)
  - (Skaftártunguhreppur)
  - (Kirkjubæjarhreppur)
  - (Hörgslandshreppur)